# 雅各·瓊斯號驅逐艦 (DD-130)
38°37′N 74°32′W / 38.617°N 74.533°W
雅各·瓊斯號驅逐艦（舷號DD-130）是一艘美國海軍建造的驅逐艦，為維克斯級驅逐艦的56號艦。她是美軍第二艘以雅各·瓊斯為名的軍艦，以紀念1812年戰爭時期的海軍軍官雅各·瓊斯（Jacob Jones），並繼承於1917年12月6日遭德國潛艇擊沉的雅各·瓊斯號驅逐艦 (DD-61)艦名。
瓊斯號在1918年於紐約造船廠開始建造，在同年下水，於1919年服役，其時第一次世界大戰已經結束。接著瓊斯號分別在大西洋及太平洋執勤。1922年瓊斯號退役封存，在1930年重返現役，並參與海軍多次演習與訓練。第二次世界大戰爆發後，瓊斯號被派往護航商船。1942年2月28日，瓊斯號在護航商船前往冰島之際，於美國近海遭德國潛艇U-578號擊沉。